# اوکتای کودی
اوکتای کودی (انگلیسی: Oktay Kuday؛ زادهٔ ۶ اوت ۱۹۷۹) بازیکن فوتبال اهل ترکیه است.
از باشگاه‌هایی که در آن بازی کرده‌است می‌توان به باشگاه فوتبال آلتای اسپور، باشگاه فوتبال توکات‌اسپور، باشگاه ورزشی گوزتپه، باشگاه فوتبال مانیسااسپور، باشگاه فوتبال کارلسروهه، و باشگاه فوتبال الازیغ‌اسپور اشاره کرد.